# 蘭卡斯特角
蘭卡斯特角（英語：Cape Lancaster）是南極洲的海岬，位於帕默群島的昂韋爾島南端，由德國探險隊發現和比利時探險隊命名，現時由南極條約體系管理。